# Rettegi György
Kisbudaki Rettegi György (Páncélcseh, 1718. március 31. – Magyarköblös, 1786) pénztárnok, erdélyi alispán, emlékíró.

## Élete
Kisbudaki Rettegi György előkelő erdélyi köznemesi családban született. A Rettegi család tagjai nemzedékeken át Szolnok-Doboka vármegye tisztségviselői voltak. Nagyapja Rettegi István – 1672–1675-ben Szolnok-Doboka vármegye alispánja volt, Thököly Imrével bujdosott, és Bukarestben halt meg, nagyanyja Csegezi Judit. Apja, kisbudaki Rettegi György (1680 körül–1718) alispán (1710–1711 és 1715–1718), anyja, dobói Dobai Klára. Apja halála után anyja hat év után újból férjhez ment, ekkor a fiú az anyai nagyszülőkhöz került. 1725-től Kolozsváron tanult. Nagyapja halála miatt 13 éves korában megszakította tanulmányait és írnokoskodott. 
1742-ben feleségül vette Aczél Salomét, ki 1750-ben meghalt, két gyermek maradt utána (Zsigmond és Salomé). Második felesége Kandó Mária (?–1783) volt, tőle  négy gyermeke született (Miklós, Hedvig, Kata és Mihály). 1750-től Szolnok-Doboka vármegye pénztárnoka volt, 1768–1771 között alispán. 1786-ban halt meg. Rettegi Erdélyből alig mozdult ki. Saját magát igyekezett képezni, sokat olvasott. Emlékiratai a kornak, az erdélyi nemesi családok életének és rokoni kapcsolatainak érdekes forrásai.

## Munkái
- Emlékiratai (1718-1777) – (Torma Károly adta ki a Hazánk-ban 1884-ben)
- Emlékezetre méltó dolgok, 1718-1784. (Újabb kiadás - Bevezető tanulmány, jegyzetek Jakó Zsigmond, Bukarest, 1970.)

## Külső hivatkozások
- Kótay Pál: Rettegi György levelei Weszprémi Istvánhoz (1769)
- KORUNK
- Erdélyi Történelmi Családok
- Magyar Könyvszemle
- KORUNK